# شارنية (كائن)
الشارنية (الاسم العلمي:Charnia) هي شكل من أشكال الحياة الإدياكارية تشبه السعف ولكن مجزئة ومتشابكة كأوراق متفرعة بالتناوب إلى اليمين واليسار في سياق متعرج وسطي (وبالتالي تظهر انعكاس انزلاقي). تم تسمية جنس الشارنية نسبة إلى غابة تشارنوود في ليسترشاير في إنجلترا حيث تم العثور على أول عينة متحجرة لها. وهي أحفورة كبيرة للغاية.